# Rudolph the Red-Nosed Reindeer
Rudolph the Red-Nosed Reindeer is een fictief rendier bedacht door Robert L. May. Hij introduceerde het personage in een verhaal geschreven in 1939, in opdracht van Montgomery Ward. In dit verhaal is Rudolph de aanvoerder van de negen rendieren van de Kerstman. Het personage is sindsdien onlosmakelijk verbonden geraakt aan de verhalen rondom Kerstmis en de Kerstman.
Rudolph heeft inmiddels zijn opwachting gemaakt in meerdere media, waaronder een korte tekenfilm van Max Fleischer uit 1948, een lied van Johnny Marks, een lange tekenfilm en een tv-special. In veel van deze media wordt sterk afgeweken van het originele verhaal van May, vooral wat betreft Rudolphs oorsprong. Het originele verhaal is tegenwoordig eigendom van The Rudolph Company, L.P.

## Verhaal
Rudolph is een rendier met een grote rode neus, die 's nachts licht blijkt te geven. Hij is om deze reden een buitenbeentje bij de andere rendieren. Dat verandert wanneer de Kerstman hem op een avond vraagt zijn rendieren te leiden, omdat ze door het mistige weer die nacht bijna niks kunnen zien en Rudolphs neus prima als lamp kan dienen. Het plan slaagt en Rudolph wordt een vaste aanwinst voor de Kerstman.

## Lied
Johnny Marks, een radioproducer die al meerdere succesvolle kerstliederen had geschreven, besloot in 1948 om zijn zwager May's verhaal om te zetten naar een lied. 
Dit lied werd ingezongen door Harry Brannon voor de New Yorkse radio. Een jaar later maakte Gene Autry er een officieel nummer van. Het lied bereikte dat jaar de eerste plaats in veel hitlijsten, en maakte het personage Rudolph bij een groot publiek bekend. Er werden 2,5 miljoen exemplaren van verkocht. Het lied is in latere jaren nog vele malen gecoverd door andere artiesten, onder wie Dean Martin, Bing Crosby, John Denver, Billy May, The Supremes, The Jackson 5, en Peach Hips.

## Film en televisie

### Max Fleischer-filmpje
In 1948 maakte Max Fleischer een korte animatiefilm gebaseerd op May's verhaal voor Jam Handy Corporation. De film volgt het verhaal vrij nauwkeurig. 
De film is in het publiek domein gevallen nadat Fleischer Studios failliet ging. 

### Televisiespecial
In 1964 maakte Rankin/Bass een stop-motion televisiespecial over Rudolph. Hierin worden verschillende elementen en nieuwe personages toegevoegd aan het originele verhaal. 
In 1975 kreeg de special een vervolg: Rudolph's Shiny New Year.

### Animatiefilm
In 1998 maakte GoodTimes Entertainment een animatiefilm over Rudolph getiteld Rudolph the Red-Nosed Reindeer: The Movie. De film werd in beperkte oplage in de bioscopen uitgebracht, alvorens op video te verschijnen. De film speelt vooral in op Rudolphs leven voor hij voor de Kerstman ging werken.